# Bouquet final (téléfilm)
Pour les articles homonymes, voir Bouquet final (homonymie).
Pour plus de détails, voir Fiche technique et Distribution.
Bouquet final est un téléfilm français réalisé par Josée Dayan, diffusé le 21 juin 2011 sur France 3.

## Synopsis
Pour conserver leur maison commune, Marie, Jules et Jean-Pierre, trois septuagénaires, décident de créer leur site sur Internet afin d'y vendre leurs services.

Mais les seuls clients qui vont se présenter, loin de chercher en eux des grands-parents de substitution ou des jardiniers de talent, vont réveiller de vieux fantômes du passé, des vocations et des amours oubliées, pour le meilleur et pour le pire.

## Fiche technique
- Réalisation : Josée Dayan
- Scénario : Nicolas Bedos
- Pays :  France
- Langue : français
- Genre : Comédie
- Durée : 1h40

## Distribution
- Jeanne Moreau : Marie
- Jean-Pierre Marielle : Jean-Pierre
- Claude Rich : Jules
- Jean-Luc Bideau : Richard
- Julie Depardieu : Claire
- Jacques Spiesser : Gabriel
- Mélusine Mayance : Charlotte
- Christopher Thompson : Aurélien
- Nicolas Bedos : Antoine
- Agathe Natanson : Liliane
- Françoise de Stael : Brigitte
- Noémie Lvovsky : la propriétaire
- Stéphan Guérin-Tillié : le jeune homme pervers
- Jacques Develay : L'infirmier de Gabriel
- Franck Beckmann :  Le flic en planque